# La Ferté-Macé
La Ferté-Macé ist eine Ortschaft und eine ehemalige französische Kleinstadt mit zuletzt 5.412 Einwohnern (Stand 1. Januar 2015) im Département Orne in der Region Normandie. Sie gehörte zum Kanton Magny-le-Désert im Arrondissement Alençon. Die Einwohner werden Fertois genannt.
Mit Wirkung vom 12. Januar 2016 wurde die früheren Gemeinden La Ferté-Macé und Antoigny zur beinahe namensgleichen Commune nouvelle La Ferté Macé (Schreibweise ohne Bindestrich!) zusammengeschlossen. Lediglich die integrierte Gemeinde Antoigny hat in der neuen Gemeinde den Status einer Commune déléguée.

## Lage
Die Kleinstadt La Ferté-Macé liegt im Regionalen Naturpark Normandie-Maine, 26 Kilometer südöstlich von Flers. Am Westrand von La Ferté-Macé verläuft der Fluss Vée.

## Geschichte
Im Zweiten Weltkrieg wurde La Ferté-Macé am 15. August 1944 von der deutschen Besatzung befreit.

## Bevölkerungsentwicklung
| Jahr                       | 1962 | 1968 | 1975 | 1982 | 1990 | 1999 | 2007 | 2016 |
| -------------------------- | ---- | ---- | ---- | ---- | ---- | ---- | ---- | ---- |
| Einwohner                  | 5516 | 6205 | 5899 | 6708 | 6913 | 6679 | 6102 | 5262 |
| Quellen: Cassini und INSEE |      |      |      |      |      |      |      |      |

## Sehenswürdigkeiten
Der Dolmen de la Gione liegt in Tessé-la-Madeleine bei La Ferté-Macé.
Eine alte romanische Kirche und ein Spielzeugmuseum sind für Touristen attraktiv.

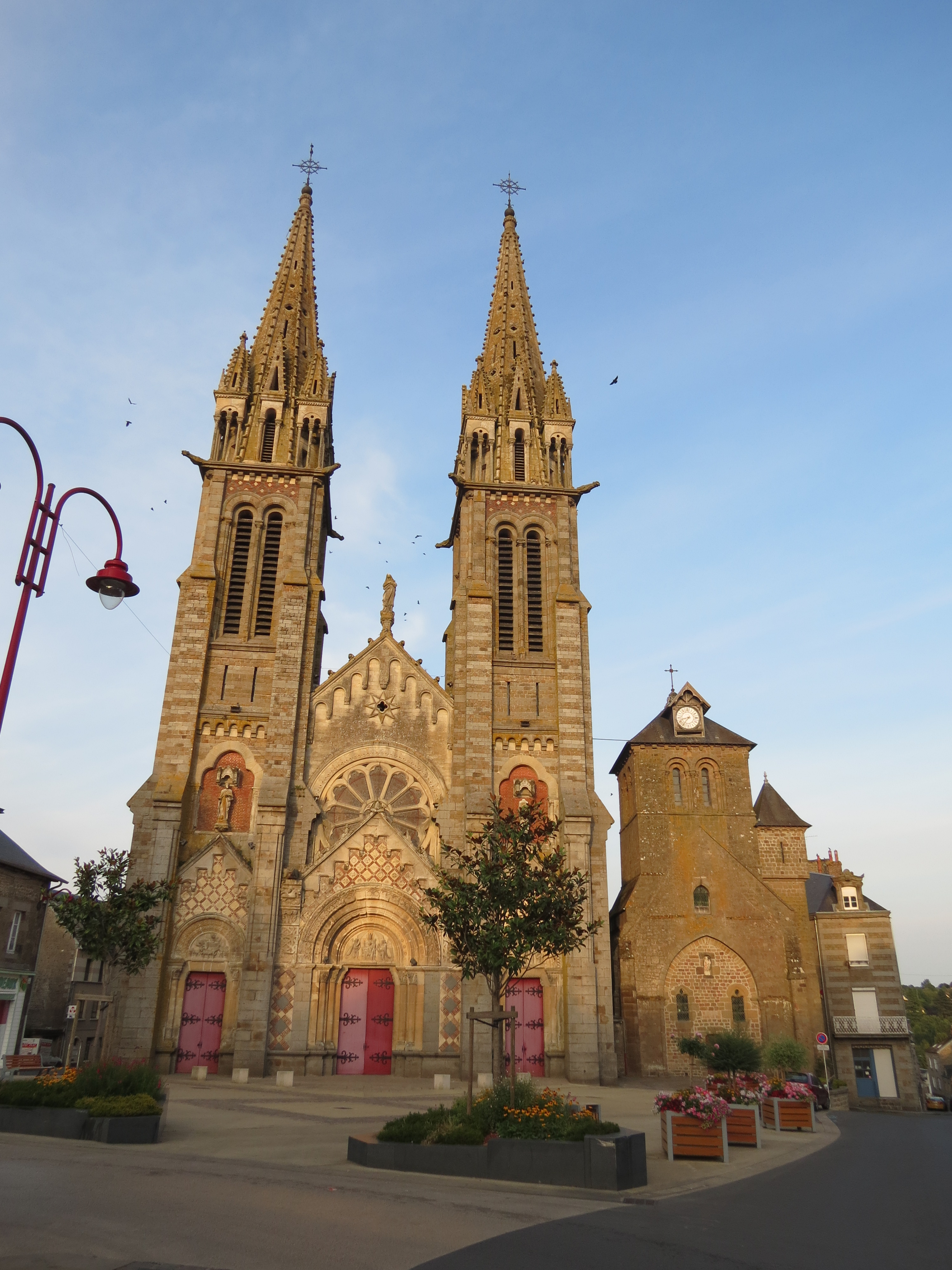
Kirche Mariä Himmelfahrt
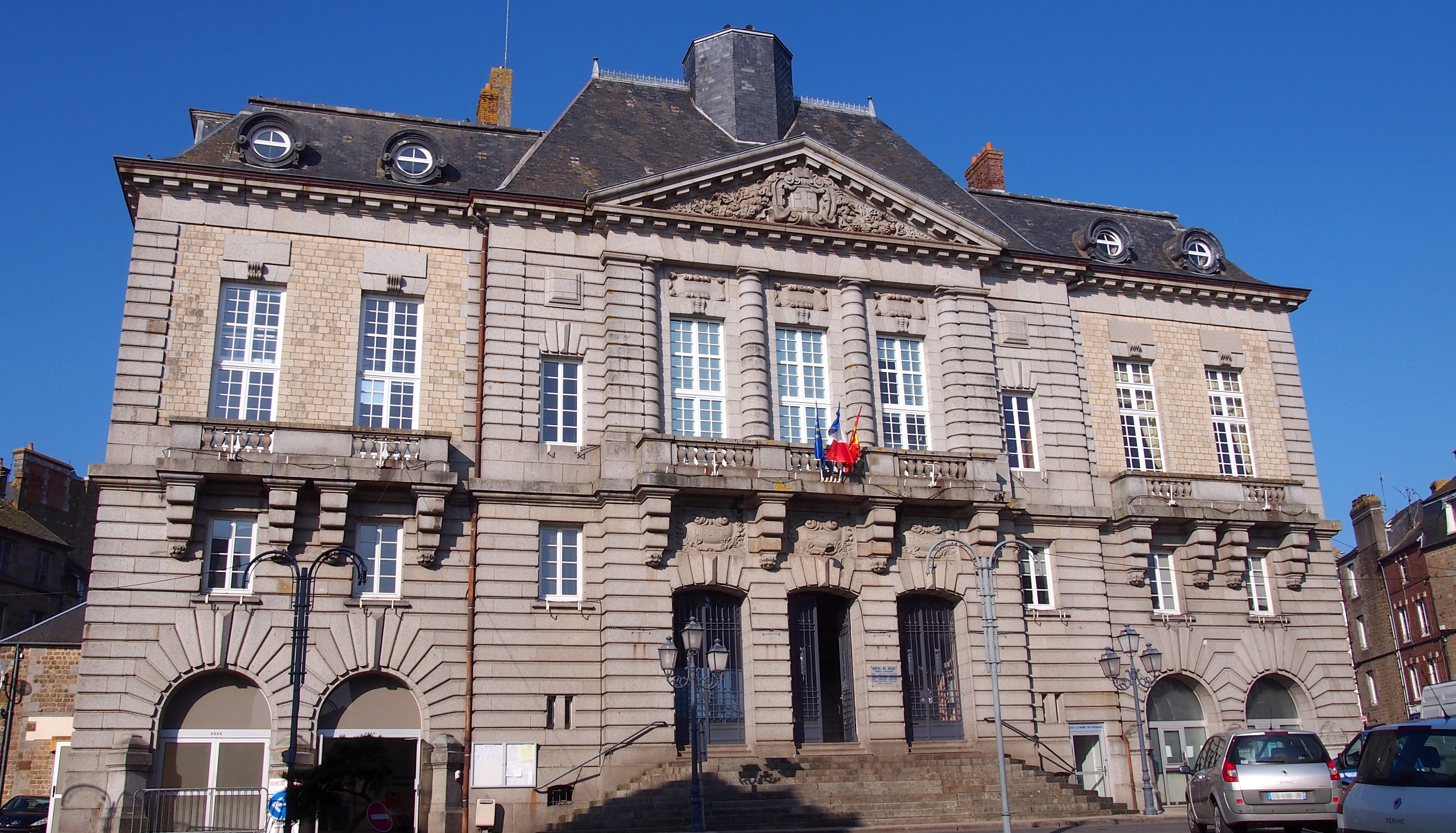
Rathaus (Hôtel de ville)
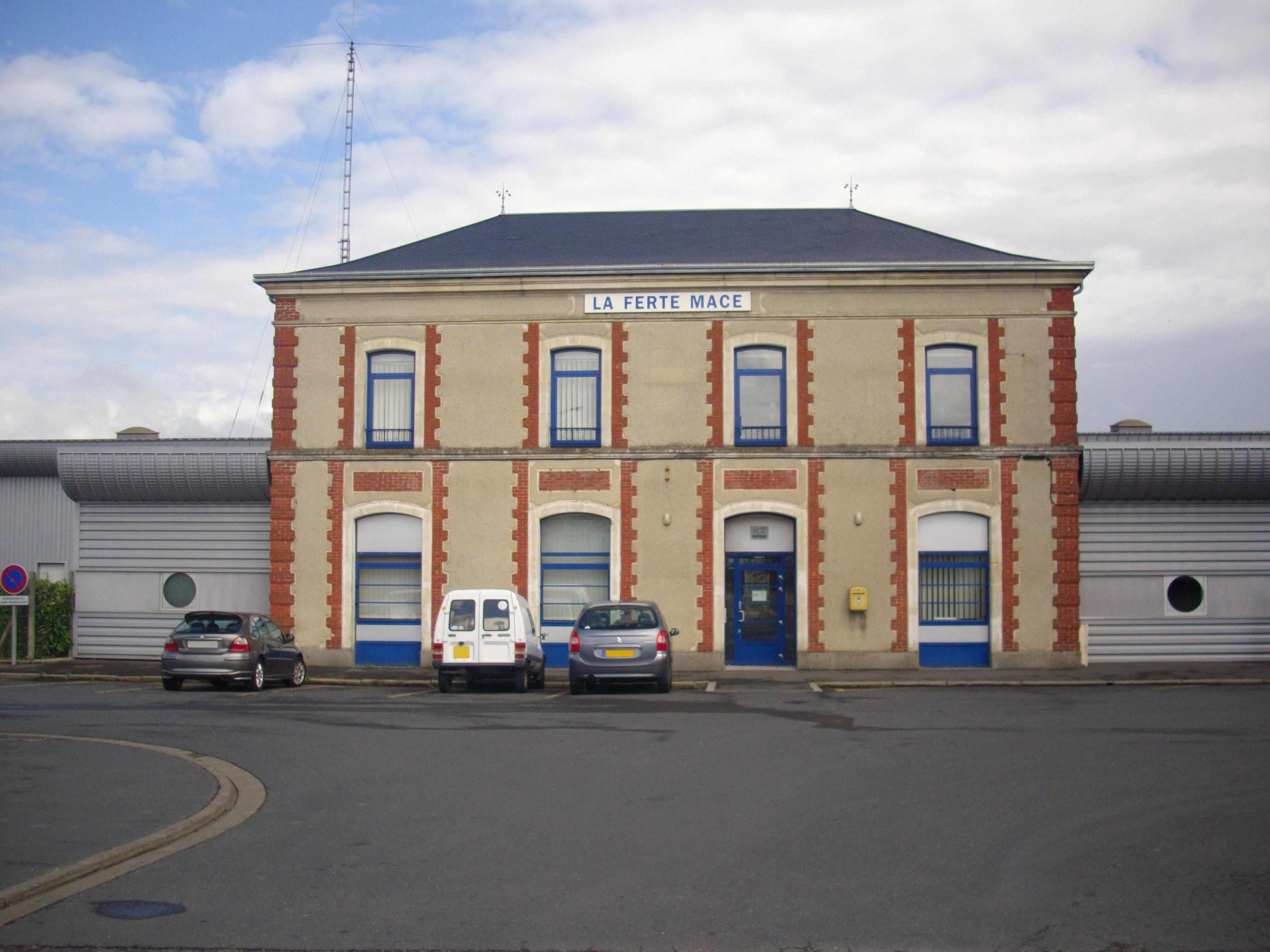
Bahnhof
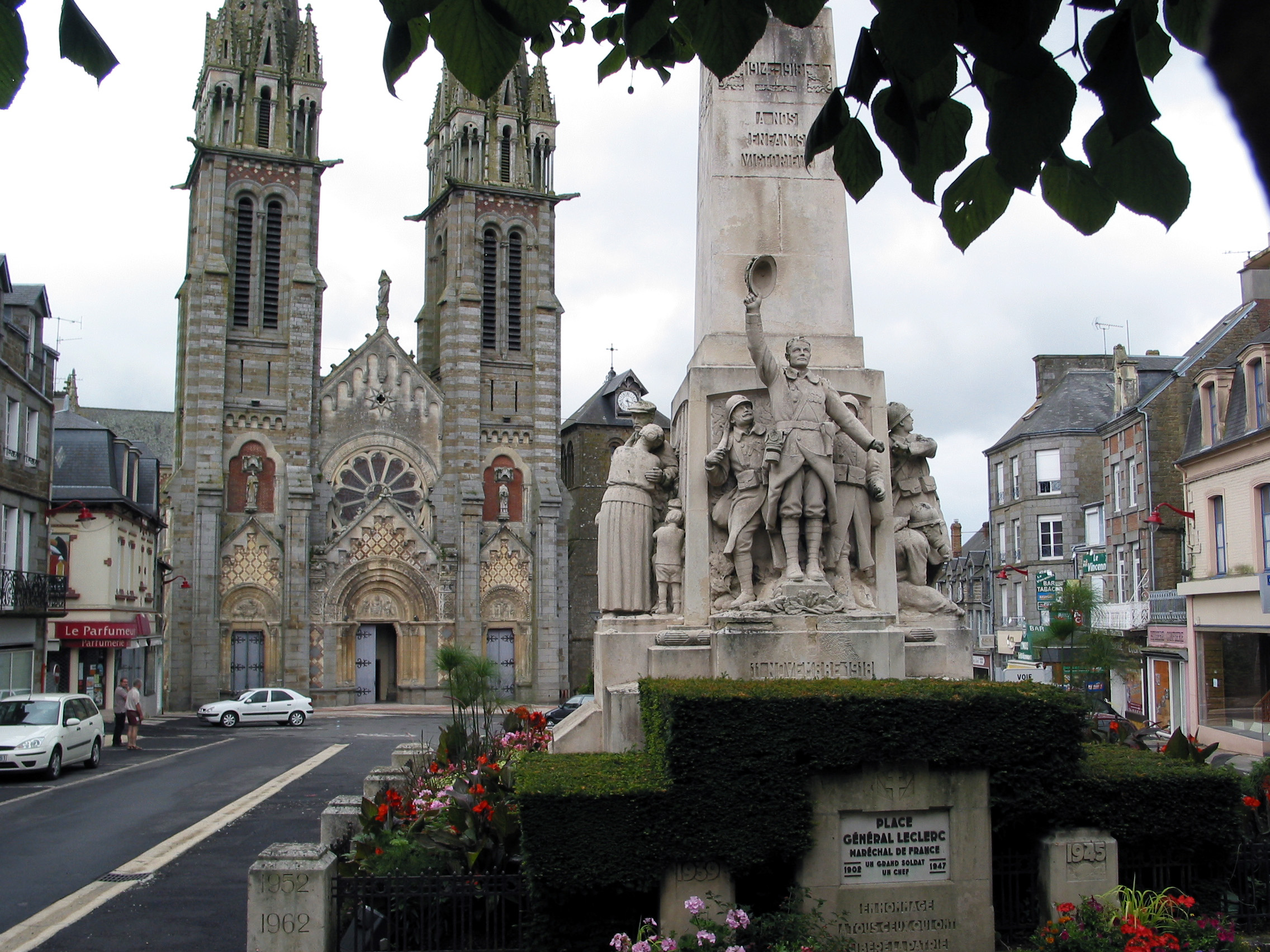
Gefallenendenkmal

## Persönlichkeiten
- Jean-Pierre Brisset (1837–1919), Schriftsteller
- Louis Van Haecke (1910–1978), Politiker
- Gérard Burel (1935–2012), Politiker
- Luc Meyer (* 1968), katholischer Geistlicher und Bischof von Rodez
- Antoine Goulard (* 1985), Fußballspieler
- Églantine Rayer (* 2004), Radrennfahrerin